# Marinus Anton Donk
Marinus Anton Donk (ur. 14 sierpnia 1908 w Situbondo, zm. 2 września 1972) – holenderski mykolog. Specjalizował się w taksonomii i nomenklaturze grzybów.

## Życiorys
Donk urodził się we wschodniej części Jawy. Ukończył szkołę średnią w Hadze w Holandii. W 1927 r. rozpoczął studiować biologię na Uniwersytecie w Utrechcie. Po ukończeniu studiów został na uniwersytecie asystentem, a w 1933 r. uzyskał stopień doktora. Następnie wrócił na Jawę, gdzie pracował w latach 1934–1940 jako nauczyciel, a od 1941 r. jako kustosz w zielniku ogrodu botanicznego Buitenzorg. W latach 1942–1945 był internowany w japońskim obozie jenieckim. W okresie pobytu w obozie jenieckim udało mu się hodować drożdże, które rosły w kwiatostanach palmowych w obozach. Wykorzystał je do fermentacji ryżu, który dostarczył więźniom witamin brakujących w skąpym pożywieniu, jakie otrzymywali.
W latach 1947–1955 Donk został szefem Herbarium Bogoriense i zastępcą profesora na uniwersytecie w Indonezji w 1952 r. Mniej więcej w tym czasie zainteresował się nomenklaturą. Po powrocie do Holandii w latach 1956–1972 był kierownikiem oddziału mykologicznego w Leiden, a w latach 1954–1960 także członkiem Królewskiej Holenderskiej Akademii Sztuki i Nauki. Był także przewodniczącym Komitetu Nomenklatury Międzynarodowych Kongresów Botanicznych w Komitecie ds. Grzybów i Porostów. W 1959 r. wraz z kolegą Rudolphem Geesteranusem Donk założył czasopismo Persoonia, w którym publikowane są prace z zakresu mykologii.

## Praca naukowa
Jako doktorant w dziedzinie mykologii w 1931 r. ukończył pracę nad „Revisie van de Nederlandse Heterobasidiomyceteae”, a potem jej drugą część „Revisie van de Nederlandse Heterobasidiomyceteae II”. Główny obszar badań Donka dotyczył taksonomii grzybów, zwłaszcza Aphyllophorales i Heterobasidiomycetes. Był zaangażowany w rozwój nowoczesnego systemu klasyfikacji Aphyllophorales i wpłynął na zasady nomenklatury botanicznej dotyczące grzybów.
Opisał wiele nowych taksonów grzybów, m.in. Clavariadelphus, Datronia, Osteina. Ramariopsis, Thanatephorus. Do nazwy naukowej utworzonych przez niego taksonów dodawane jest jego nazwisko (np. Datronia Donk). Od jego nazwiska utworzono też nazwy niektórych innych taksonów, np. Donkella Doty (obecnie Clavulinopsis), Donkia Pilát (obecnie Climacodon), Donkioporia Kotl. & Pouzar.
Rolf Singer napisał w swoim nekrologu, że był jedną z najwybitniejszych postaci współczesnej mykologii.